# Indiska kronorden
Indiska kronorden (engelska: Order of the Crown of India) är en brittisk riddarorden som grundades av Indiens kejsarinna Viktoria år 1878. Endast kvinnor kunde nämnas till orden. Orden delades till adliga kvinnor som var bl.a. brittiska prinsessor, indiska kvinnliga kungligheter eller vicekungens hustrur.
Trots att Indien har varit en självständig stat, har orden aldrig officiellt avskaffats men inga nya nomineringar har inte gjorts sedan 1947. Ordens sista medlem, som dock senare blev ordens stormästare, var drottningen Elizabeth II som avled år 2022. Den sista vanliga medlemmen av orden var Alice Montagu-Douglas-Scott som avled år 2004. Storbritanniens monark Charles III är dock fortfarande ordens stormästare. Orden har bara en grad.